# Poort van Constant

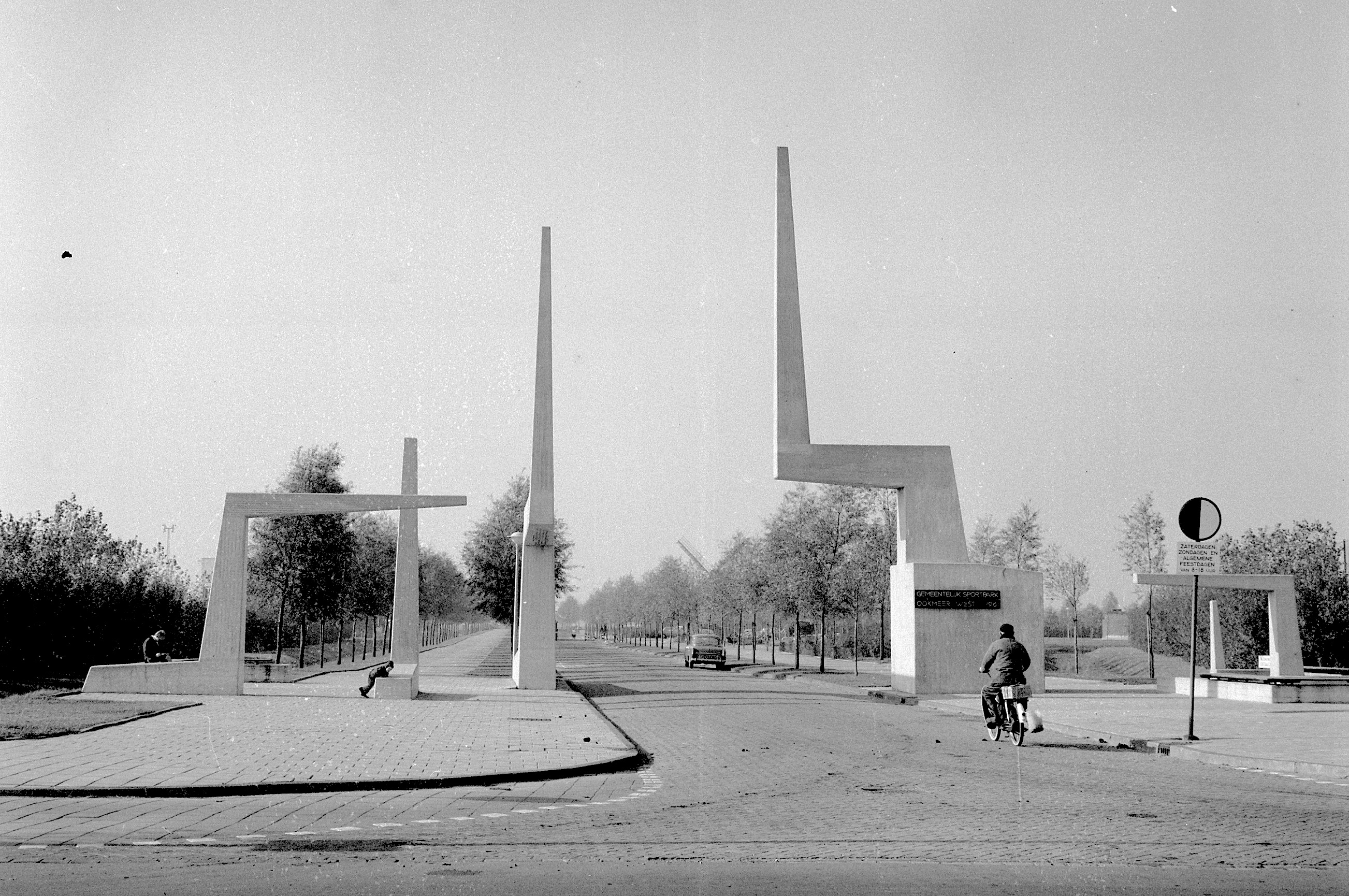
Ingang nieuwe sportpark Ookmeer; 1965.

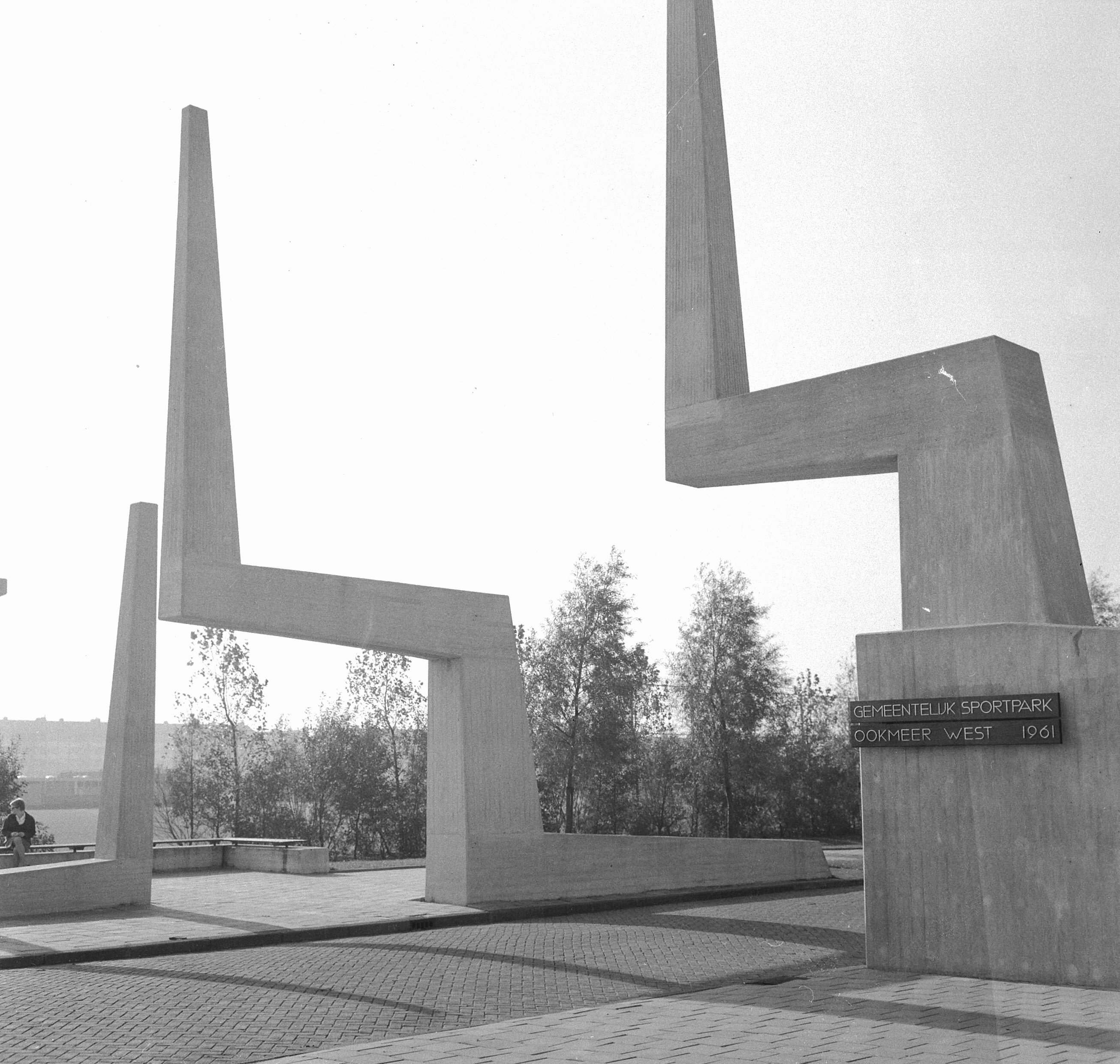
Ingang nieuwe sportpark Ookmeer; 1965.

De Poort van Constant is een artistiek kunstwerk, monument en plastisch teken aan de ingang van sportpark Ookmeer aan de Troelstralaan bij/over het Herman Bonpad in Amsterdam Nieuw-West. In 2024 wordt het gezien als kruising tussen een architectuur en beeldende kunst.
Het gevaarte werd door Publieke Werken (PW) besteld bij kunstenaar Constant Nieuwenhuys, die met de opdracht aan de slag ging waarin omschreven wordt dat er een bouwwerk moest komen dat herkenbaar is als poort, ingang en oriëntatiepunt. Niet alleen PW kwam er aan te pas, maar ook de Inspectie Lichamelijk Opvoeding (van de sportvelden) en Gereedmaken Terrein (Grondbedrijf). Er werd gekozen voor Nieuwenhuys omdat hij in een eerder stadium inzicht had getoond binnen stedenbouw in combinatie met architectuur. De werktitel werd Plastisch teken, maar al snel dook de uiteindelijke naam op, een vernoeming naar de kunstenaar.
Het kunstwerk, ontworpen in 1962/1963, werd opgebouwd tussen april en november 1963 bij de entree als "toegangspoort" tot het westelijk deel van het sportpark. Het kunstwerk bestaat uit een dertien meter hoge betonnen constructie, die weer bestaat uit zes geknikte pijlers van verschillende lengten en in verschillende hoeken geplaatst. Die pijlers worden van beneden naar boven steeds dunner. Door het toevoegen van bankjes aan het kunstwerk werd het niet alleen een teken maar ook een trefpunt voor bezoekers gecreëerd. Zo groot als het lijkt; het grootste deel van het kunstwerk is niet te zien. Het heeft een paalfundering van 28 stuks van 13 meter lengte met verzwaarde voet waarop een 20 cm dikke stelvloer is geplaatst. Opvallend in het werk zijn de zichtbare groeven van de voormalige houten bekisting; tekenen van brutalisme. Het werk zou exclusief loon voor de kunstenaar 50.000 gulden hebben gekost. De kunstenaar omschreef het zelf als rustpunt (vast kunstwerk met zitbankjes) tussen beweeglijkheid (sportvelden).
Omdat maar weinig mensen iets wisten van de achtergrond van het kunstwerk, dat vroeger door sommigen spottend de "gekke toren" werd genoemd, besloot het stadsdeel het kunstwerk meer bekendheid te geven bij het publiek onder het motto "maak de Poort van Constant bekender bij de mensen". Op 21 juli 2011 werd in aanwezigheid van de nabestaande van de kunstenaar het kunstwerk voorzien van een tekstbord, plaquette en vlaggenstok met informatie over het kunstwerk en de kunstenaar.
Op 16 januari 2024 werd het kunstwerk op (eerder) verzoek van Stadsdeel Nieuw-West tot gemeentelijk monument verklaard.

## Afbeeldingen

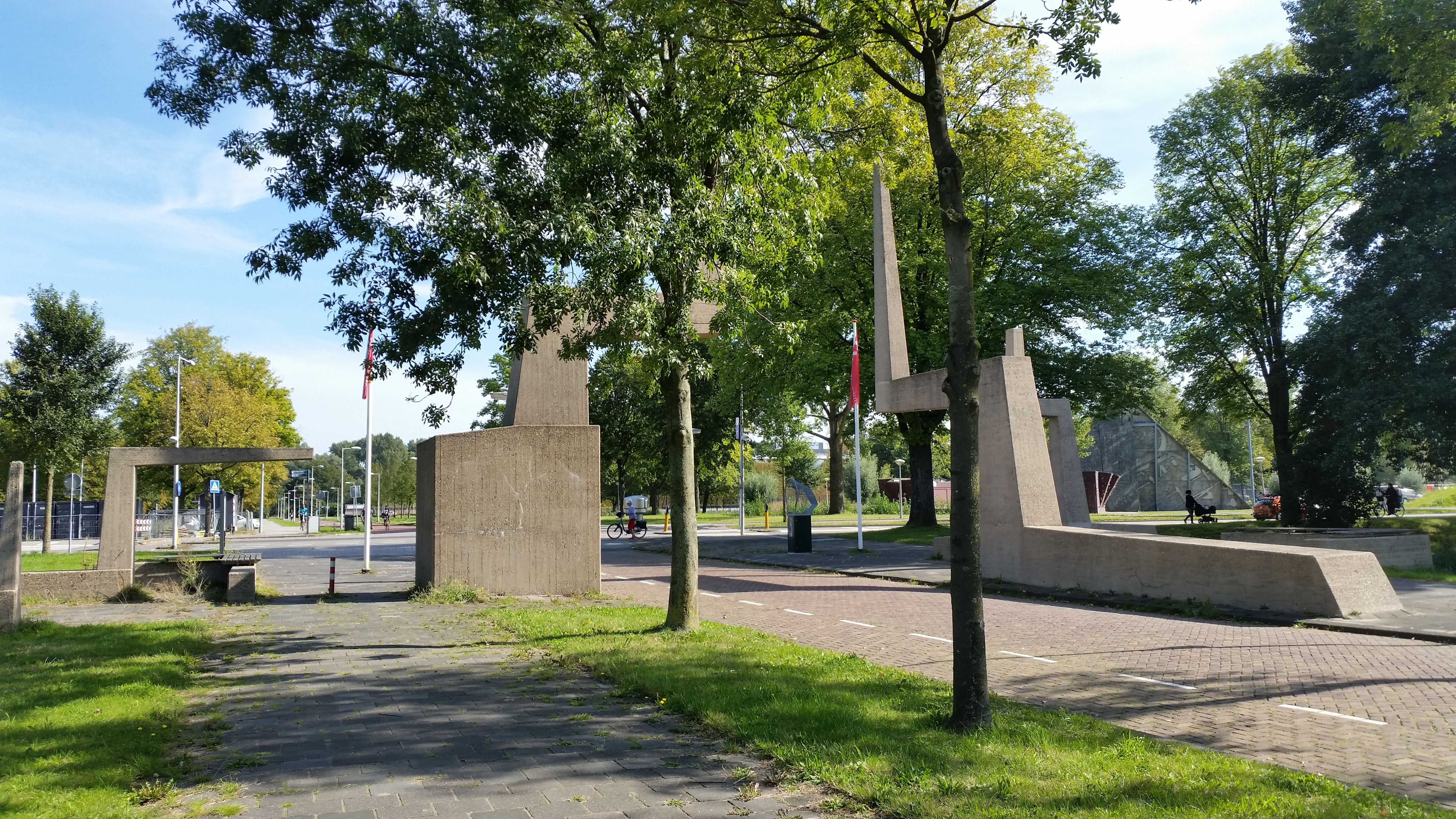
Poort van binnen uit (september 2019)
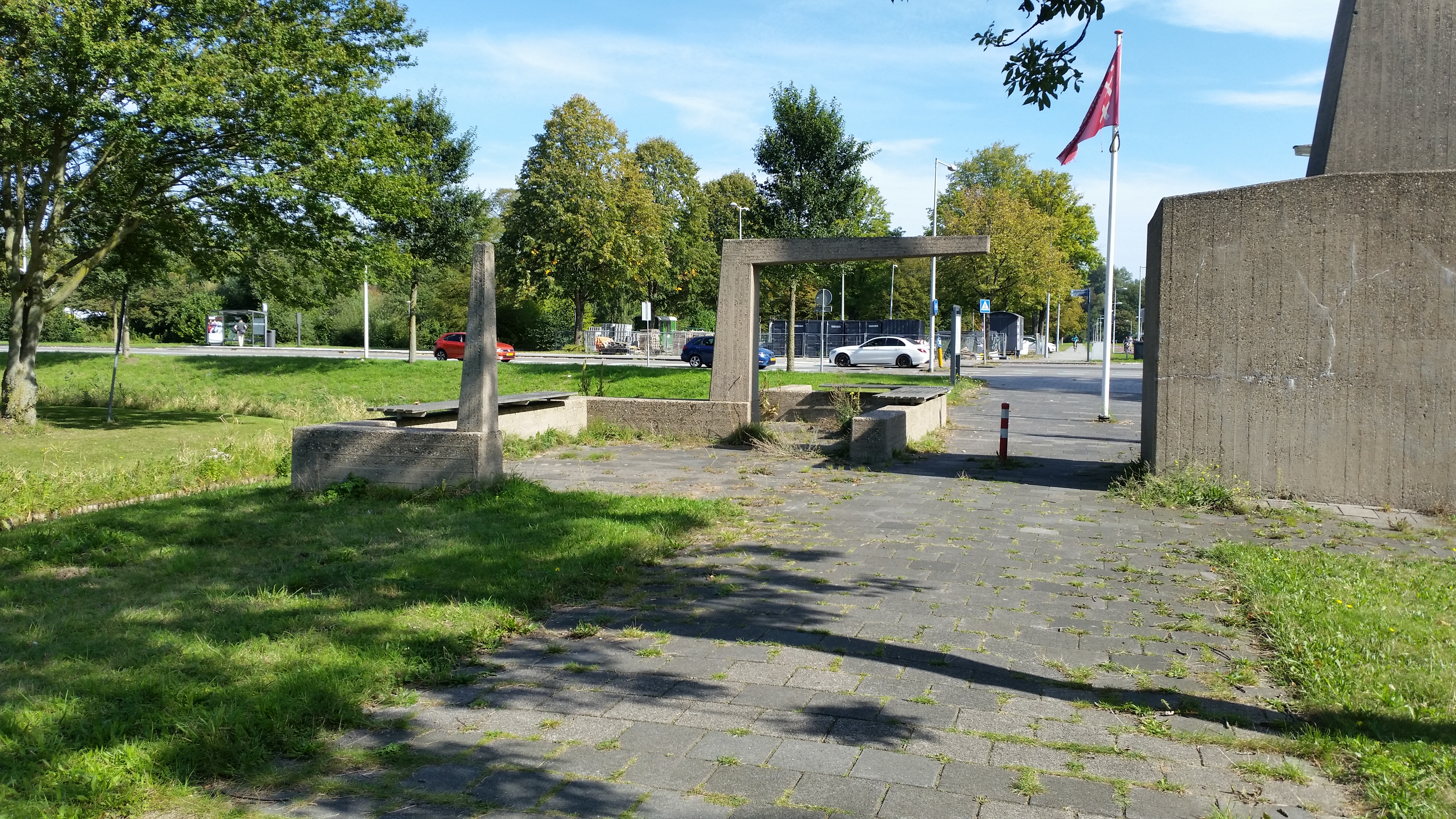
Zitjes (september 2019)
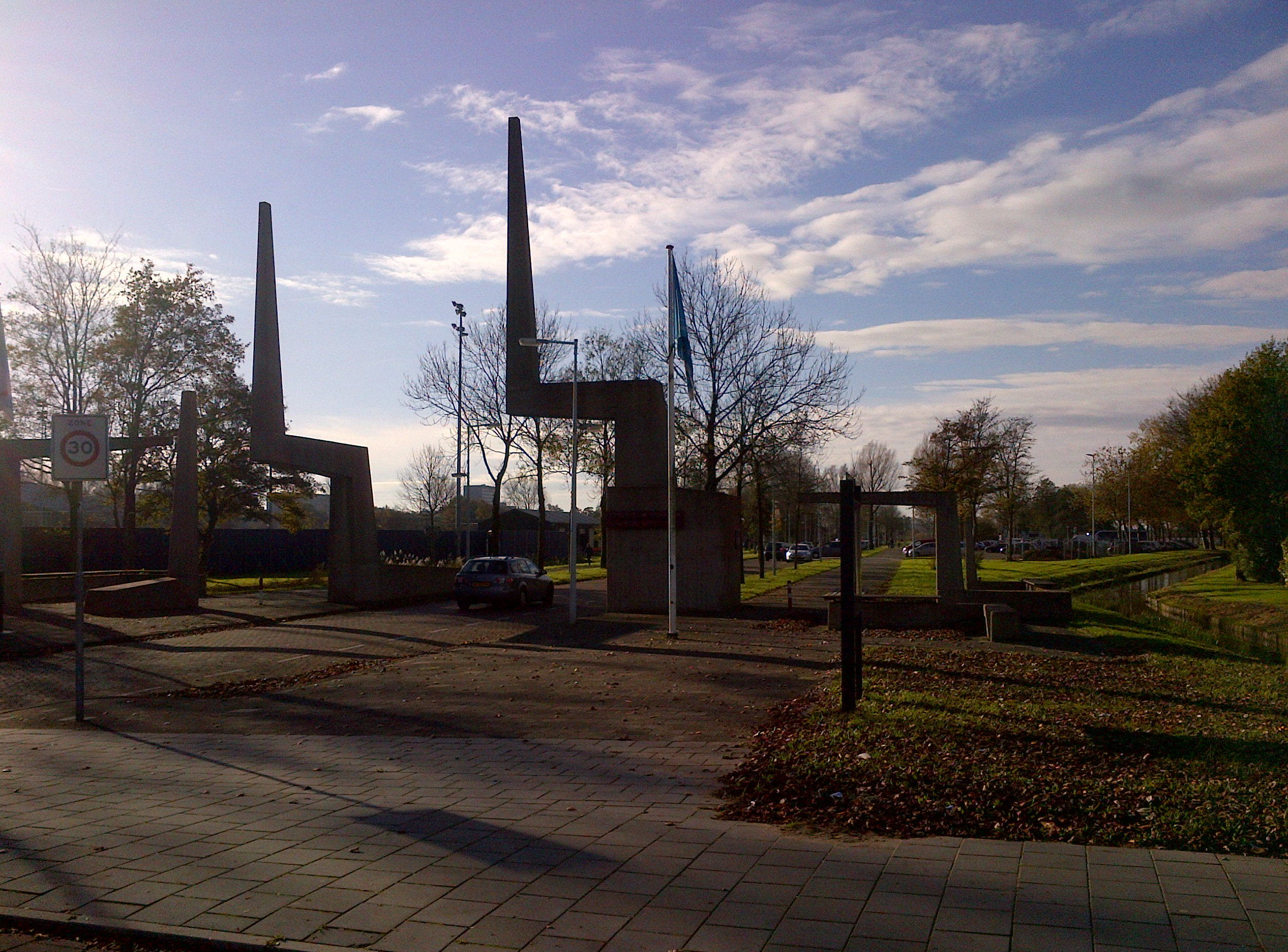
De ingang van het sportpark Ookmeer met de Poort van Constant aan de Troelstralaan.